# Bernard Turle
 (août 2017).
Pour les articles homonymes, voir Turle.
Bernard Turle, né le 15 mars 1955 à Toulon est un traducteur de l'anglais vers le français, qui a notamment traduit de nombreux romans d'auteurs anglais, américains, ou encore indiens. 
Il a reçu de ce fait les prix Baudelaire et Maurice-Edgar Coindreau de la Société des gens de lettres (SGDL), et a d'autre part écrit lui-même quelques ouvrages.

## Biographie
Ancien élève de l’École normale supérieure de Saint-Cloud[réf. nécessaire], il a enseigné l’anglais. Traducteur depuis 1981, prix Baudelaire, prix Maurice-Edgar Coindreau, il traduit des auteurs anglophones dont Peter Ackroyd, Martin Amis, André Brink, Alan Hollinghurst, T. C. Boyle et des romanciers indiens tels que Jeet Thayil (en), S.D. Shangvhi, Manu Joseph et Sudhir Kakar[réf. souhaitée]. 
De 1997 à 2011, il dirige le festival WEM (Week-End Musical), à Carnoules dans le Var, festival dont il est le cofondateur, avec Anaïs Smart. 
En 2013, il témoigne de sa longue expérience de la traduction dans un livret bilingue sur l’intimité du traducteur, Diplomat, Actor, Translator, Spy/Le Traducteur orchestre. Dans d’autres livres publiés sous son nom (Une heure avant l’attentat, Autopsie d’une inquiétude), il évoque ses deux lieux de prédilection, l’Inde (autour des attentats de Bombay en 2008) et sa Provence natale (autour de l’élection cantonale à Brignoles en 2013). À présent, il traduit et promeut la poésie, en compagnie de poètes comme Christopher Reid ou Sudeep Sen.

## Œuvres

### Auteurs traduits

#### Fiction, littérature

##### Afrique du Sud
- André Brink

##### Australie, Nouvelle-Zélande
- Helen Garner, Christine Leunens, Zane Lovitt.

##### États-Unis
- T. C. Boyle, David Czuchlewski, Mylène Dressler, Molly Jong Fast, Sophie Gee, Sandra Gulland, Jonathan Lethem, W.M. Spackman (dont sa traduction de L'Ombre d'une présence obtient le Prix Coindreau en 1987), J.E.Wideman.

##### Grande-Bretagne
- André Aciman, J.R Ackerley, Peter Ackroyd (dont sa traduction d’Un puritain au Paradis obtient le Prix Baudelaire 1999), Martin Amis, Jane Austen,[réf. nécessaire], Adam Biles, Anthony Burgess, Cyril Connolly, Norman Douglas, Rupert Everett, Penelope Fitzgerald, Ronald Frame, Alan Hollinghurst, Molly Keane, Geoff Nicholson, Lawrence Norfolk, Barbara Pym, Thomas de Quincey, Lytton Strachey, Rupert Thomson.

##### Sous-continent indien
- Rana Dasgupta, Mohsin Hamid, Mohammed Hanif, Ruth Prawer Jhabvala, Manu Joseph, Sudhir Kakar, V.S Naipaul, Kalyan Ray, Sudeep Sen, Siddharth Dhanvant Shangvit, Jeet Thayil

#### Essais relatifs aux beaux-arts
- Harold Acton,  Jaynie Anderson, Bernard Berenson, Roy C. Craven, Lois Greenfield, Mark Hertsgaard, H.E. Huntley, William Klein, Karen Knorr, Edward Lucie-Smith, Erwin Panofsky, John Pope-Hennessy, Hugh Trevor-Roper, Lawrence Weschler, Orson Welles.

### Auteur
- Une heure avant l’attentat, Les Promeneurs Solitaires, 2011
- Diplomat, Actor, Translator, Spy/ Le Traducteur-orchestre, Sylph Edition/American University of Paris, 2013
- Autopsie d’une inquiétude, Nouvelles Éditions Bourin, 2014

### Parolier, librettiste
- Sorbet ! Sorbet !, opéra vintage de Véronique Souberbielle et Simon Milton
- Variations provençales, oratorio jazz de Leo Montana
- Rose-nègre, comédie musicale de Roland Seilhes
- Veronika Vox, cd, avec Véronique Souberbielle

## Distinctions
- Prix Baudelaire 1999[1].
- Prix Maurice-Edgar Coindreau 1987[2].